# IGNUM
IGNUM s.r.o je poskytovatel doménových, serverhostingových a webhostingových služeb. V současnosti[kdy?] je registrátorem přibližně 155 tisíc domén a nabízí výběr z více než 190 doménových koncovek.
Na podzim 2016 společnost přišla s redesignem webu DOMENA.cz, jehož hlavní novinkou bylo rozšířené vyhledávání volných doménových jmen, se kterým může konkurovat světovým doménovým registrátorům, jako je např. Go Daddy.
Společnost IGNUM má status ISP (Internet service provider) a disponuje vlastní nezávislou síťovou infrastrukturou, vystavěnou na aktivních prvcích Cisco. IGNUM je členem sdružení CZ.NIC, správce domény CZ, českého sdružení ISP NIX.CZ, evropského sdružení RIPE a je akreditovaným registrátorem domény EU.
IGNUM začal jako první poskytovatel v ČR podporovat protokol IPv6.

## Historie společnosti
Společnost působí od roku 1998, název IGNUM a právní formu společnosti s ručením omezeným nese firma od února roku 2000.
- únor 2000 – vznik IGNUM s.r.o.
- prosinec 2001 – IGNUM se stává členem sdružení CZ.NIC
- říjen 2003 – IGNUM získává statut registrátora .cz domén
- listopad 2003 – IGNUM se stává ISP a členem NIXu
- červenec 2005 – IGNUM získává statut registrátora EU domén
- září 2006 – IGNUM se stává registrátorem domény ENUM